# Kharilaos Vasilakos
Kharilaos Vasilakos, född i november 1875 i Pireus, död där 1 december 1964, var en grekisk friidrottare. Han deltog i olympiska sommarspelen 1896 i Aten.
Vasilakos var en av de 17 friidrottarna som startade maratonloppet. Han slutade på andra plats, bakom Spyridon Louis, med en sluttid på 3:06.03.